# Kawcze (Miastko)
Kawcze (deutsch Kaffzig, kaschubisch Kôwczé) ist ein Dorf nahe der Westgrenze der polnischen Woiwodschaft Pommern und gehört zur Stadt- und Landgemeinde Miastko (Rummelsburg) im Powiat Bytowski (Kreis Bütow).

## Geographische Lage
Das Dorf liegt in Hinterpommern, am Westufer der  Stüdnitz (poln. Studnica), die etwa zehn Kilometer weiter nördlich in die Wipper (Wieprza) mündet, etwa zwölf Kilometer nordnordwestlich von Miastko  (Rummelsburg) und zwei Kilometer ostnordöstlich des Dorfs Świerzno  (Groß Schwirsen).

## Geschichte

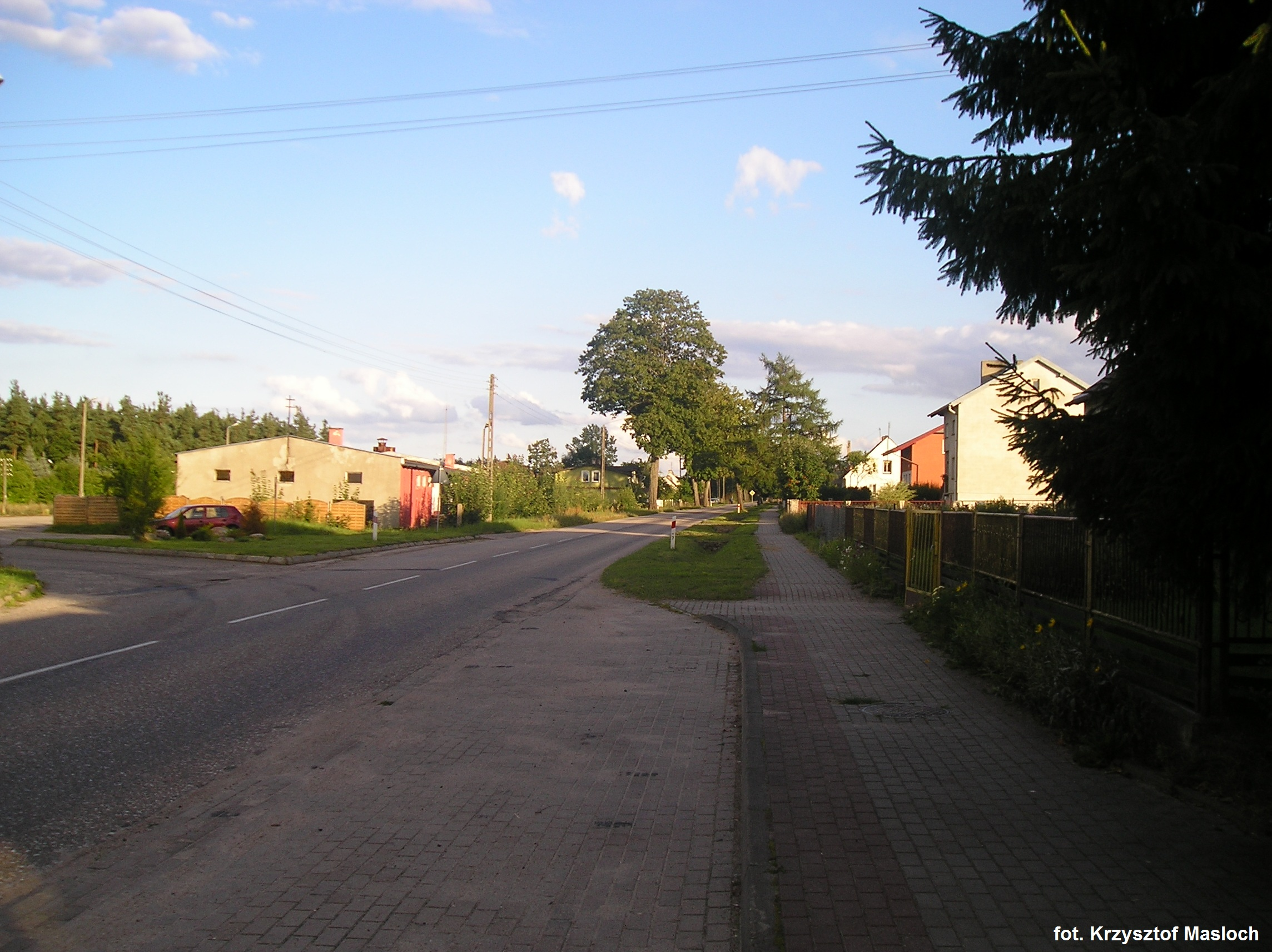
Gebäude an der Hauptverkehrsstraße (2013)

Erstmals wird das Dorf Kaffzig im Jahre 1517 urkundlich erwähnt. Im Jahre 1590 werden hier zwei Bauern und zwei Kossäten genannt, 1655 sind es nur noch zwei Bauern.
Bei Regulierung der gutsherrlich-bäuerlichen Verhältnisse hatte Kaffzig einen Gutshof, drei Katen, drei Bauern und einen Kossäten.
Zu Beginn des 16. Jahrhunderts war der Ort im Besitz der Familie Lettow in zwei Anteilen. Ein Teil ging 1517 an die Massows, zunächst als Pfandbesitz, dann als Eigentum. Im 17. Jahrhundert war Kaffzig ganz im Besitz der Massows, ursprünglich als Zubehör zu Groß Schwirsen (heute polnisch: Świerzno), später als selbständiger Besitz.
In der Folgezeit wechselte der Besitz häufig. Letzter Eigentümer vor 1945 war Martin Grajecki.
Im Jahre 1812 zählte Kaffzig 41 Einwohner. Ihre Zahl stieg bis 1843 auf 93, bis 1871 auf 173 und betrug 1905 bereits 266. 
Am 18. März 1905 wurde das Gut Kaffzig in die Landgemeinde Kaffzig eingegliedert.
Um 1935 gab es im Dorf Kaffzig unter anderem einen Gasthof, zwei Mühlen, eine Sattlerei, eine Schmiede, eine Tischlerei und zwei Viehhandlungen. Im Jahr 1939 hatte die Landgemeinde 486 Einwohner.
Im Jahr 1945 war Kaffzig eine Landgemeinde im Landkreis Rummelsburg in der preußischen Provinz Pommern. Kaffzig war dem Amtsbezirk Groß Schwirsen zugeordnet. Das Standesamt war in Groß Schwirsen.
Gegen Ende des Zweiten Weltkriegs wurde die Region im Frühjahr 1945 von der Roten Armee besetzt. Nach Beendigung der Kampfhandlungen wurde Kaffzig zusammen mit ganz Hinterpommern von der Sowjetunion der Volksrepublik Polen zur Verwaltung überlassen. Danach begann die Zuwanderung von Polen. Kaffzig wurde unter der polonisierten Ortsbezeichnung ‚Kawcze‘ verwaltet. In der Folgezeit wurde die einheimische Bevölkerung von der polnischen Administration aus Kaffzig vertrieben.
Das Dorf ist heute ein Teil der Gmina Miastko im Powiat Bytowski in der Woiwodschaft Pommern. Zwischen 1945 und 1954 gab es eine selbständige Gmina Kwacze im Powiat Miastecki (Kreis Rummelsburg). Von 1945 bis 1954 gehörte der Ort nacheinander zu den Woiwodschaften Danzig, Stettin, Koszalin und zwischen 1975 und 1998 zur Woiwodschaft Słupsk. Es leben hier jetzt 253 Einwohner.

## Kirche

### Kirchspiel bis 1945
Vor 1945 war die Bevölkerung von Kaffzig überwiegend evangelischer Konfession. Seit 1576 war der Ort in das Kirchspiel Groß Schwirsen  eingepfarrt, das zum Kirchenkreis Rummelsburg  im Ostsprengel der Kirchenprovinz Pommern der Kirche der Altpreußischen Union gehörte.
Das katholische Kirchspiel war in Rummelsburg i. Pom.

### Kirchspiel seit 1946
Die seit 1945 und Vertreibung der Einheimischen hier lebenden Polen sind fast ausnahmslos katholisch. Ihr Pfarrort ist Świerzno (Groß Schwirsen), das zum Dekanat Polanów (Pollnow) im Bistum Koszalin-Kołobrzeg der Katholischen Kirche in Polen gehört. 
Hier lebende evangelische Kirchenglieder sind in das Kirchspiel Koszalin (Köslin) in der Diözese Pommern-Großpolen der Evangelisch-Augsburgischen Kirche in Polen eingepfarrt. Die nächstgelegene Filialkirche ist die Dorfkirche in Wołcza Wielka (Groß Volz).

## Schule
Im Jahre 1769 noch gingen die Kinder von Kaffzig in Groß Schwirsen zur Schule. Auch 1813 gab es noch keine eigene Schule.
Im Jahre 1937 unterrichtete hier ein Lehrer 64 Schulkinder.

## Verkehr
Durch den Ort verläuft die Woiwodschaftsstraße 206, die Koszalin (Köslin) und Polanów (Pollnow) mit Miastko (Rummelsburg) verbindet. Im Ort zweigt eine Nebenstraße über Świerzno (Groß Schwirsen) und Nowy Żelibórz (Sellberg) nach Żydowo (Sydow) an der Woiwodschaftsstraße 205 ab.
Seit 1878 ist Kawcze Bahnstation an der Bahnstrecke Piła–Ustka (Schneidemühl–Stolpmünde).